# Changyu
Changyu est une entreprise chinoise spécialisée dans la viticulture. Elle est fondée en 1892. Elle possède une coentreprise avec le Groupe Castel depuis 2002.
Elle commercialise ses vins en France depuis 2021.